# Сучков, Дмитрий Яковлевич
Дмитрий Яковлевич Сучков (24 февраля 1930, Чёрная Слобода, Шацкий район, Рязанская область — 3 июля 2007, Чёрная Слобода, Шацкий район, Рязанская область) — советский деятель сельского хозяйства, звеньевой колхоза «Вперёд» Шацкого района Рязанской области, Герой Социалистического Труда (1973).

## Биография
Дмитрий Яковлевич Сучков родился 24 февраля 1930 года в леревне Чёрная Слобода Шацкого района Рязанского округа Московской области (сейчас – Шацкий район Рязанской области).
Работал в местном колхозе «Вперёд» звеньевым механизированного звена по выращиванию сахарной свёклы. По итогам выполнения семилетнего плана (1959 – 1965) Дмитрий Яковлевич Сучков за успехи в повышении урожайности, увеличении производства в заготовке сахарной свёклы был награждён Орденом Трудового Красного Знамени, а по итогам работы в восьмой пятилетке – Орденом Ленина.
11 декабря 1973 года Указом Президиума Верховного Совета СССР за успехи во Всесоюзном социалистическом соревновании и проявленную трудовую доблесть при выполнении принятых высоких обязательств по увеличению производства и продаже государству продуктов земледелия Сучков Дмитрий Яковлевич был удостоен высокого звания Героя Социалистического труда с вручением Ордена Ленина и золотой медали «Серп и Молот».
Дмитрий Яковлевич Сучков до выхода на пенсию работал в родном колхозе. Скончался 3 июля 2007 года.

## Награды
- Звание Герой Социалистического Труда (Указ Президиума Верховного Совета СССР от 11 декабря 1973 года);
- Золотая медаль «Серп и Молот» (11 декабря 1973 — № 15488);
- Орден Ленина (11 декабря 1949 — № 421642;
- также был награждён медалями.